# 152
El año 152 (CLII) fue un año bisiesto comenzado en viernes del calendario juliano, en vigor en aquella fecha.
En el Imperio romano el año fue nombrado el del consulado de Glabrión y Hómulo, o menos frecuentemente, como el 905 ab urbe condita, siendo su denominación como 152 a principios de la Edad Media, al establecerse el anno Domini.

## Acontecimientos
- Alzamientos menores acontecen en Mauritania contra el gobierno romano.
- Las campañas del ejército romano regular acaban en Mauritania.